# Gaiol
El gaiol o carquèxia (Genista sagittalis) és una espècie fanerògama de planta de la família de les fabàcies, autòctona dels Països Catalans que sols es troba en la part més humida de Catalunya on viu en landes i pastures principalment a l'estatge montà i subalpí.

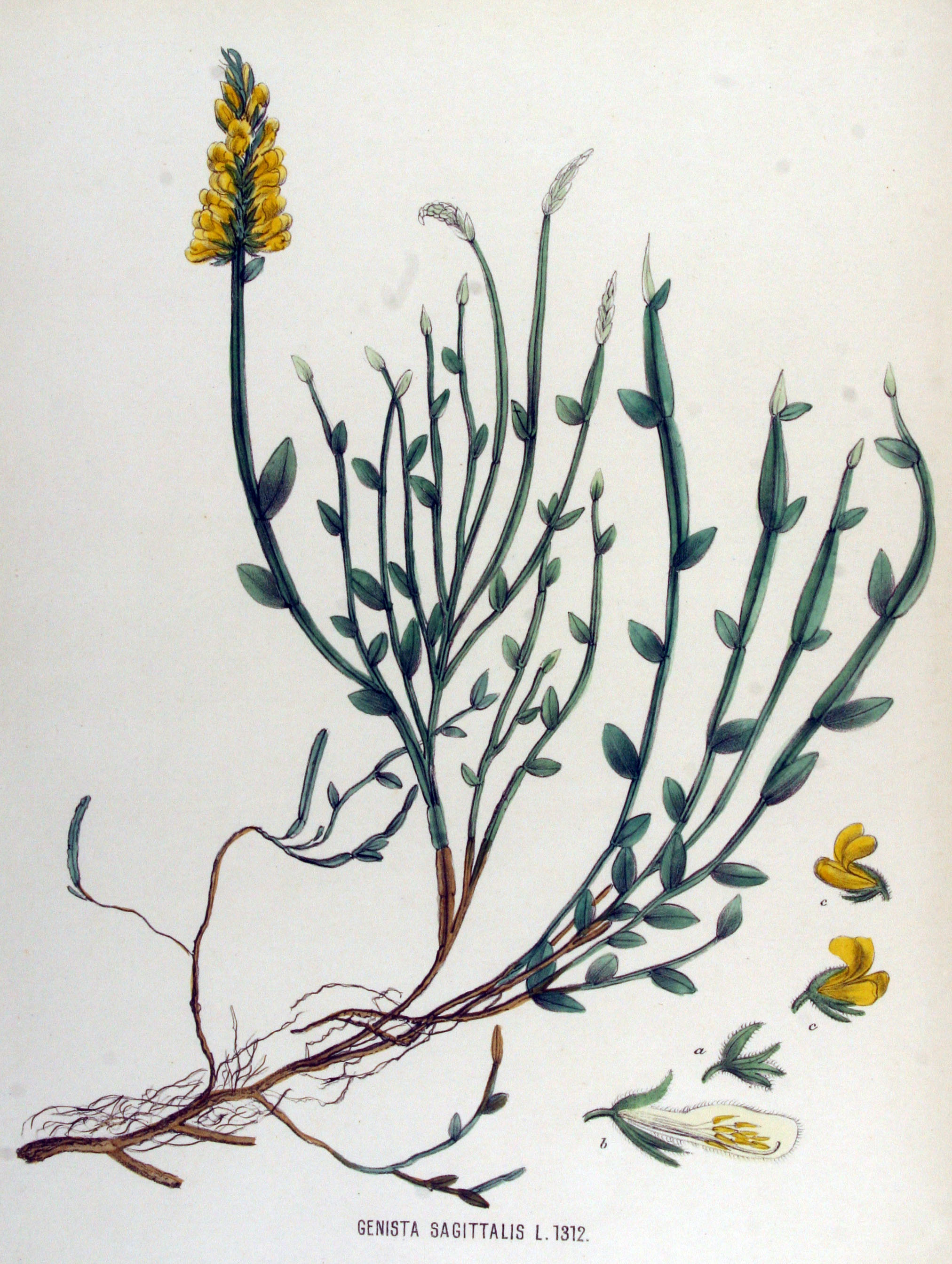
Il·lustració

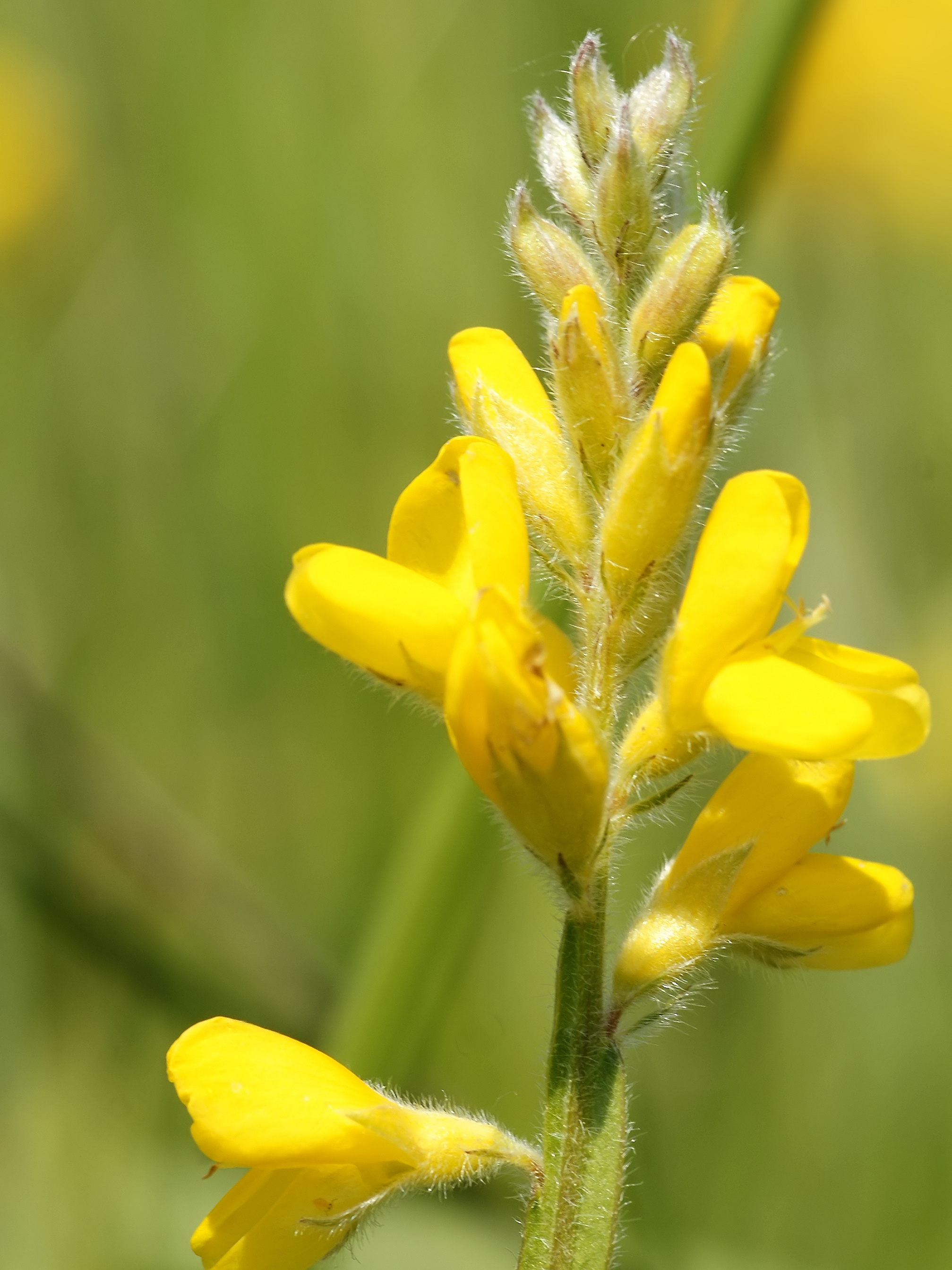
Inflorescència

## Descripció
Perenne, llenyosa, estesa, forma mates, generalment de tiges erectes herbàcies de 10-50 cm, ales distintives i sense espines. Fulles el·líptiques, glabres per damunt, peloses pel revés. Flors grogues, d'1-1,2 cm, en inflorescències allargades terminals denses. Calze tubular bilabial, llavi superior lobulat, inferior amb 3 dents, pelós platejat; pètal superior àmpliament ovalat. Beina estreta, pelosa d'1,4-2 cm. Floreix a la primavera i estiu.

## Distribució i hàbitat
A Albània, Àustria, Bèlgica, Bulgària, República Txeca, França, Alemanya, Grècia, Suïssa, Espanya, Hongria, Itàlia, antiga Iugoslàvia, Romania, Rússia. Introduïda a Portugal. Viu en boscos, pujols i pastures seques.

## Taxonomia
Genista sagittalis va ser descrita per Carl van Linné i publicat a Species Plantarum 2: 710. 1753.
Etimologia
Genista: nom genèric que prové del llatí de la qual els reis i reines Plantagenet d'Anglaterra van prendre el seu nom, planta Genesta o plante genest, en al·lusió a una història que, quan Guillem el Conqueridor es va embarcar rumb a Anglaterra, va arrencar una planta que es mantenia ferma, tenaçment, a una roca i la va ficar en el seu casc com a símbol que ell també seria tenaç en la seva arriscada tasca. La planta va ser l'anomenada planta genista en llatí. Aquesta és una bona història, però per desgràcia Guillem el Conqueridor va arribar molt abans dels Plantagenet i en realitat va ser Jofré d'Anjou que va ser sobrenomenat el Plantagenet, perquè portava un ramell de flors grogues de ginesta en el seu casc com una insígnia (genêt és el nom francès de l'arbust dit ginesta), i va ser el seu fill, Enric II, el que es va convertir en el primer rei Plantagenet. Altres explicacions històriques són que Geoffrey va plantar aquest arbust com una coberta de caça o que ell la usava per a assotar-se a si mateix. No va ser fins que Ricard de York, el pare dels dos reis Eduard IV i Ricard III, quan els membres d'aquesta família van adoptar el nom de Plantagenet, i després es va aplicar retroactivament als descendents de Jofré d'Anjou com el nom dinàstic.
sagittalis: epítet llatí que significa "com un arc".
Subespècies
- Genista sagittalis subsp. delphinensis (Verlot) Greuter

Sinonímia
- Chamaespartium sagittale (L.) P.E.Gibbs
- Cytisus sagittalis (L.) Koch
- Genista delphinensis Verl.
- Genistella sagittalis (L.) Gams
- Genistella sagittalis subsp. delphinensis (Verl.) P.Fourn.
- Genistella sagittalis subsp. sagittalis (L.) Gams
- Pterospartum sagittale (L.) Willk.[8]

subsp. delphinensis (Verlot) Greuter
- Chamaespartium delphinensis (Verlot) Soják
- Genistella delphinensis (Verlot) Holub